# Хирам Абифф

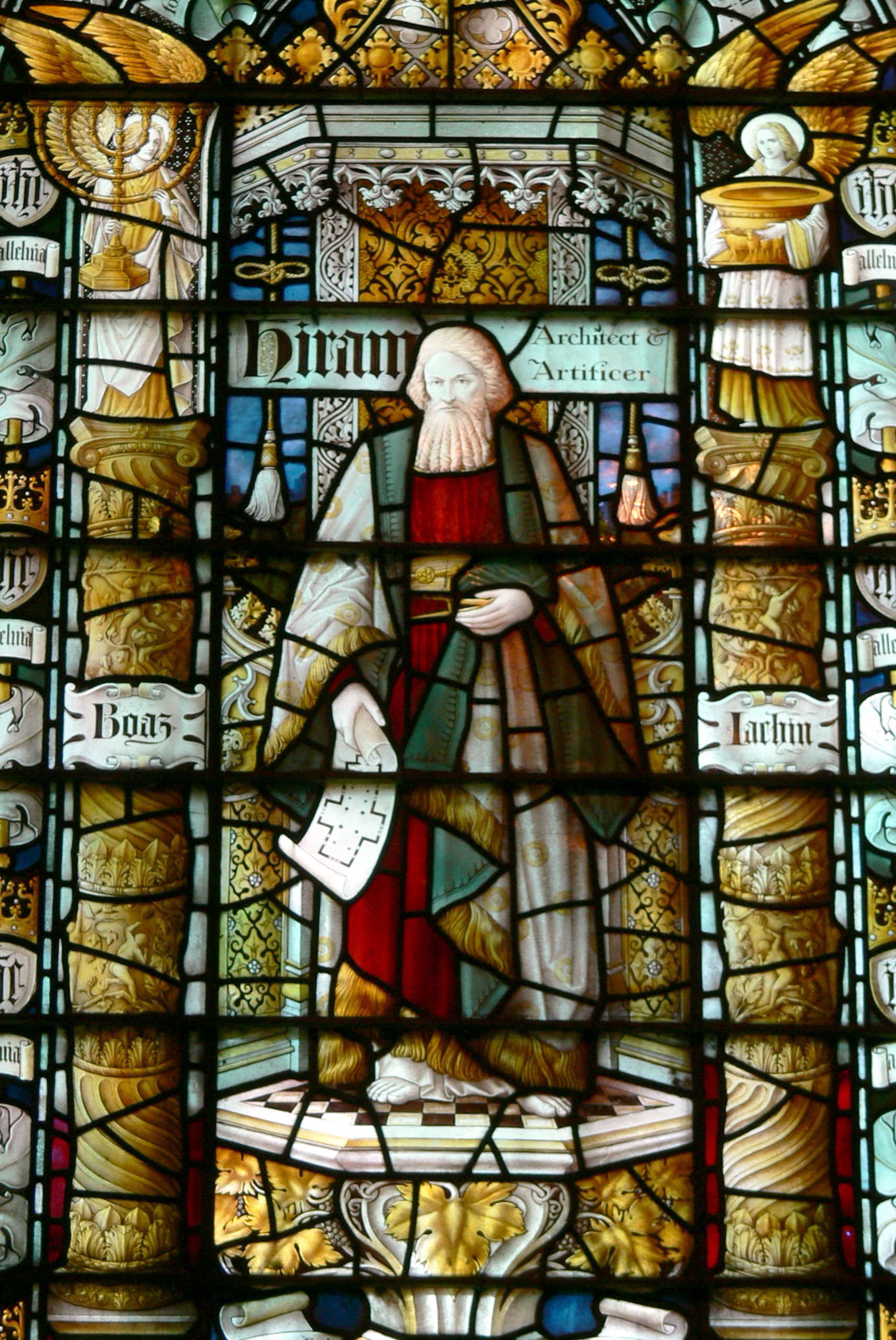
Архитектор Хирам, Церковь Св. Иоанна, Честер (1900)

Хирам Абифф (финик. 𐤇𐤓𐤌, ивр. חירם‎; другие варианты написания «Хурум», «Абиф», и «Хирам-Аби») — персонаж, который занимает видное место в аллегориях ритуала третьего градуса масонства.
Хирам представлен как главный архитектор Храма царя Соломона, который был убит тремя нечестивцами во время неудачной попытки заставить его раскрыть тайный пароль мастера. Этот сюжет объясняется в наставлениях, которые следуют в ходе проведения ритуала посвящения в градус мастера-масона. Сама история является уроком верности своему слову и краткости жизни.
Многочисленные исследователи масонства предполагают, что Хирам Абифф как масонский символ может быть основан на одном или нескольких Хирамах, которые фигурируют в Библии.

## Хирамы в Библии
Имя «Хирам Абифф» как таковое не появляется в Библии, но упомянуты три человека по имени Хирам:
- Хирам I, царь Тирский, отправил материалы и людей для строительства Первого Храма в Иерусалиме (2Пар. 5:1-7, 10). В масонском ритуале он фигурирует как «Хирам, царь Тирский» и явно не соответствует ремесленнику Хираму.
- В Третьей книге Царств (3Цар. 7:13-14) упомянут Хирам — сын вдовы из колена Неффалим и тирского ремесленника по бронзе, связанного договором с Соломоном на изготовление бронзовых изделий и декоративных украшений для нового храма. Поэтому масоны часто называют Хирама (с добавлением Абифф) «сыном вдовы». Хирам отливал эти изделия в глинистой местности в долине реки Иордан между Сокхофом и Цартаном (3Цар. 7:46).

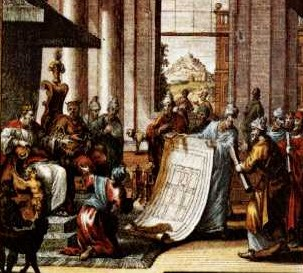
Хирам показывает Соломону планы Храма. Гравюра 1731 года

- Хирам (в Библии на иврите встречается вариант «Хурам»: 2Пар. 8:18), ремесленник с большим мастерством, который был отправлен из Тира. Книги Летописей указывают на официальный запрос от царя Соломона в Иерусалиме к царю Хираму Тирскому о помощи в рабочих и материалах для строительства нового храма, на что царь Хирам отвечал: «Итак я посылаю тебе человека умного, имеющего знания, Хирам-Авия, сына одной женщины из дочерей Дановых, — а отец его Тирянин, — умеющего делать изделия из золота и из серебра, из меди, из железа, из камней и из дерев, из пряжи пурпурового, яхонтового цвета, и из виссона, и из багряницы, и вырезать всякую резьбу, и исполнять всё, что будет поручено ему вместе с художниками твоими и с художниками господина моего Давида, отца твоего» (2Пар. 2:13-14). В изначальном еврейском тексте этот мастер назван «חורם אבי» «ḤWRM ‘ ABI» «Хурам Аби»[8]. Слово «Аби» переводится чаще всего как «отец», иногда «мастер» (в Новой Библии короля Якова: «Хирам мой мастер каменщик»), либо не переводится вовсе: «Хирам Аби».

## Другие сюжеты с библейским Хирамом
Иосиф Флавий в «Иудейских древностях» (кн. VIII, гл. 3.4) считает Хирама израильтянином по отцу. 
В то же самое время Соломон пригласил к себе от царя Хирама из Тира художника по имени Хирам, который по матери своей происходил из колена Неффалимова, а отец которого был Урий, израильтянин родом.

## Другие теории

### Секененра Таа II
По мнению авторов Роберта Ломаса и Кристофера Найта, Хирам Абифф был египетским царём Секененра Таа II, который обрёл очень похожую смерть. Но эту идею отклонило большинство масонских учёных.

### Мартинизм
В происходящем из масонства мистическом учении мартинизма, основанного известным масоном ΧVIII века Мартинесом де Паскуалли, легенда о Хираме рассматривалась как «иевусейский апокриф» (ханаанский, искажённый хананеями), — так отзывался об этом мифе Дом Мартинес, который считал, что этот миф в будущем окажет различные пагубные влияния на масонерию, в одной из инструкций Избранным Коэнам он заключает:
«В каком неведении и заблуждении пребывают эти люди, пожелавшие основать свой орден (масонский) на лжи. Если бы однажды их просветил святой свет, то они бы узрели, что убийцы могущественнейшего мастера Хирама — они сами, ставшие подмастерьями, которые постоянно наносят ему раны своими прегрешениями и непотребными делами».
На самом деле, учил Дом Мартинес, настал час, и архитектор Хирам просто удалился от царя Соломона из-за того, что последний впал в свои прежние грехи. Погибнуть, умереть от ран он не мог, ибо не являлся обыкновенным смертным, будучи возвышенной сущностью, носителем святости, архитектором, посланным к царю Соломону самим Великим Архитектором Вселенной. Из «Частных инструкций к Лионским Коэнам» следует, что Хирам — одно из шести проявлений Великих Избранников, среди которых Эли, Енох, Мелхиседек, Ур и Илия. Все они предшествуют завершающему, седьмому проявлению, — «явлению Исправителя — Господа Нашего Иисуса Христа». Но именно Хирам, как следует из инструкций, являясь архитектором Храма царя Соломона, предзнаменовал своим явлением Пришествие Сына Божия (Jesua Messiah) — как Великого Архитектора Новозаветной Церкви.